# Homologie de Morse
Pour les articles homonymes, voir Homologie.
L'homologie de Morse est une approche homologique de la théorie de Morse. Elle permet de comprendre l'homologie d'une variété différentielle compacte par la donnée d'une fonction de Morse et d'une métrique riemannienne (avec des conditions de compatibilité). Réciproquement, l'homologie de Morse permet de comprendre combinatoirement la dynamique d'un flot de gradient générique d'une fonction de Morse donnée sur une variété compacte à partir de l'homologie de la variété. Cette approche homologique conduit à l'écriture des inégalités de Morse.
Fixons une fonction de Morse {\displaystyle f} sur une variété différentielle compacte {\displaystyle M}, munie d'une métrique riemannienne {\displaystyle g}. En pratique, le choix de la métrique riemannienne {\displaystyle g} a une importance secondaire : l'espace des métriques riemanniennes est un cône convexe de l'espace des sections du fibré vectoriel {\displaystyle S^{2}M\to M}, et des variations globales sur {\displaystyle g} peuvent être effectuées.
L'homologie de Morse consiste à définir un complexe de chaînes ou de cochaînes suivant les auteurs, soit donc :
- Un {\displaystyle A}-module gradué {\displaystyle C_{*}(f,A)} ou {\displaystyle C^{*}(f,A)}, dont la définition est indépendante de {\displaystyle g} ;
- Une application {\displaystyle A}-linéaire {\displaystyle d:C_{*}(f,A)\to C_{*}(f,A)} ou {\displaystyle d:C^{*}(f,A)\to C^{*}(f,A)}, de carré nul, et de degré -1 ou +1.

Plus explicitement, {\displaystyle C_{*}(f,A)} ou {\displaystyle C^{*}(f,A)} est le {\displaystyle A}-module libre de base l'ensemble des points critiques de la fonction {\displaystyle f} ; la graduation dépend d'une convention. L'opérateur de bord ou de cobord {\displaystyle d} se définit en comptant les orbites du flot de plus ou moins le gradient de {\displaystyle f} connectant des points critiques présentant une différence d'indices de 1. La finitude du nombre de telles orbites est assurée par une condition générique portant sur {\displaystyle f} ou sur {\displaystyle g}. L'introduction de signes est nécessaire pour assurer que le carré de {\displaystyle d} soit nul.
Les groupes d'homologie ou de cohomologie du complexe de chaînes ou de cochaînes ainsi définis sont indépendants du choix de la métrique {\displaystyle g} : ils sont notés {\displaystyle H_{*}(f,A)} ou {\displaystyle H^{*}(f,A)}. Ils sont naturellement isomorphes aux groupes d'homologie ou de cohomologie de la variété {\displaystyle M} à coefficients dans {\displaystyle A}.

## Graduation
La graduation du {\displaystyle A}-module {\displaystyle C_{*}(f,A)} ou {\displaystyle C^{*}(f,A)} dépend d'un choix d'indexation des points critiques de la fonction {\displaystyle f}.
En un point critique {\displaystyle x} de {\displaystyle f}, la matrice hessienne de {\displaystyle f} est bien définie et indépendante du choix de la métrique riemannienne. La non-dégénérescence de {\displaystyle x} signifie exactement que la hessienne {\displaystyle H_{x}} est une forme bilineaire non dégénérée sur {\displaystyle T_{x}M}. L'indice de {\displaystyle M} dépend de sa signature ; deux conventions coexistent :
- L'indice {\displaystyle \mu (x)} est défini comme la dimension d'un sous-espace défini positif maximal ;
- L'indice {\displaystyle \nu (x)} est défini comme la dimension d'un sous-espace défini négatif maximal.

Le {\displaystyle A}-module {\displaystyle C_{k}(f,A)} ou {\displaystyle C^{k}(f,A)} est le {\displaystyle A}-module libre de base l'ensemble des points critiques de {\displaystyle f} d'indice {\displaystyle k}.

## Condition de Morse-Palais
À une métrique riemannienne {\displaystyle g} fixée est associé le champ de vecteurs gradient {\displaystyle X} de {\displaystyle f} defini par :
{\displaystyle g(X,Y)=\mathrm {d} f(Y)=Y\cdot f}.
La condition de Morse-Palais (ou de Morse-Smale, ou de Palais-Smale, ou de Morse-Palais-Smale suivant les auteurs) est une condition générique au sens de Baire portant sur le choix de la fonction de Morse {\displaystyle f} ou le choix de la métrique riemannienne {\displaystyle g}. Elle s'énonce ainsi :
Les variétés stables et instables de {\displaystyle X} ou de {\displaystyle -X} aux points critiques de {\displaystyle f} s'intersectent deux à deux transversalement.
Par compacité, les champs {\displaystyle X} et {\displaystyle -X} sont globaux. Les solutions de l'équation différentielle :
{\displaystyle {\frac {\mathrm {d} }{\mathrm {d} t}}u(t)=\pm X{\bigl [}u(t){\bigr ]}}
sont globalement définies sur {\displaystyle \mathbb {R} }, et admettent des limites en {\displaystyle \pm \infty }, limites qui sont des points critiques de {\displaystyle f}.
La condition de Morse-Palais est suffisante pour définir l'opérateur de bord ou de cobord {\displaystyle d}.

## Espaces de modules
Pour deux points critiques {\displaystyle x} et {\displaystyle y} de {\displaystyle f}, on note {\displaystyle {\mathcal {M}}_{\pm }(x,y,f,g)} l'espace des orbites du flot de {\displaystyle \pm X} allant de {\displaystyle x} à {\displaystyle y} ; id est, l'espace des applications {\displaystyle R\to M} vérifiant le problème aux limites :
{\displaystyle {\frac {\mathrm {d} }{\mathrm {d} t}}u(t)=\pm X\left[u(t)\right]} ; {\displaystyle \lim _{t\to -\infty }u(t)=x} et {\displaystyle \lim _{t\to +\infty }u(t)=y}.
La topologie considérée est en général la topologie de convergence uniforme sur tout compact de {\displaystyle \mathbb {R} }. L'écriture de l'homologie de Morse ne pose pas la question de l'existence de solutions à ce problème aux limites. Éventuellement, {\displaystyle {\mathcal {M}}_{\pm }(x,y,f,g)} peut être vide.
L'espace {\displaystyle {\mathcal {M}}_{\pm }(x,y,f,g)} est naturellement homéomorphe à l'intersection de la variété stable {\displaystyle W_{s}(y,\pm X)} en {\displaystyle y} et de la variété instable {\displaystyle W_{u}(x,\pm X)} en {\displaystyle x} (pour le champ {\displaystyle \pm X}).
Sous la condition de Morse-Palais, cette intersection est une sous-variété différentielle de {\displaystyle M} dont la dimension s'exprime comme différence des indices des points critiques {\displaystyle x} et {\displaystyle y} :
- {\displaystyle \dim W_{u}(x,+X)\cap W_{s}(y,+X)=\mu (x)-\mu (y)=\nu (y)-\nu (x)} ;
- {\displaystyle \dim W_{u}(x,-X)\cap W_{s}(y,-X)=\mu (y)-\mu (x)=\nu (x)-\nu (y)}.

Conventionnellement, une variété de dimension strictement négative est vide.
Le groupe {\displaystyle (\mathbb {R} ,+)} agit continument sur {\displaystyle {\mathcal {M}}_{\pm }(x,y,f,g)} et le quotient est une variété, notée {\displaystyle {\widehat {\mathcal {M}}}_{\pm }(x,y,f,g)} dont la dimension est donnée par :
- {\displaystyle \dim {\widehat {\mathcal {M}}}_{+}(x,y,f,g)=\mu (x)-\mu (y)-1=\nu (y)-\nu (x)-1} ;
- {\displaystyle \dim {\widehat {\mathcal {M}}}_{-}(x,y,f,g)=\mu (y)-\mu (x)-1=\nu (x)-\nu (y)-1}.

## Orientation

### Opérateur de bord ou de cobord
Suivant les conventions fixées, on définit un opérateur de bord ou de cobord ; le tableau suivant résume la situation :
|                          | Index {\displaystyle \mu } | Index {\displaystyle \nu } |
| ------------------------ | --- | --- |
| Champ {\displaystyle X}  | Opérateur de bord {\displaystyle \mathrm {d} x=\sum _{y,\mu (x)=\mu (y)+1}\sum _{u\in {\widehat {\mathcal {M}}}_{+}(x,y,f,g)}\epsilon _{+}(u)}   | Opérateur de cobord {\displaystyle \mathrm {d} x=\sum _{y,\nu (y)=\nu (x)+1}\sum _{u\in {\widehat {\mathcal {M}}}_{+}(x,y,f,g)}\epsilon _{+}(u)} |
| Champ {\displaystyle -X} | Opérateur de cobord {\displaystyle \mathrm {d} x=\sum _{y,\mu (y)=\mu (x)+1}\sum _{u\in {\widehat {\mathcal {M}}}_{-}(x,y,f,g)}\epsilon _{-}(u)} | Opérateur de bord {\displaystyle \mathrm {d} x=\sum _{y,\nu (x)=\nu (y)+1}\sum _{u\in {\widehat {\mathcal {M}}}_{-}(x,y,f,g)}\epsilon _{-}(u)}   |

Si {\displaystyle A} est un anneau de caractéristique 2, l'introduction des signes n'est pas nécessaire.